# Faikah Güler
Faikah Güler (* 8. April 1966 in Erlangen; † 19. März 2020) war eine deutsche Transplantationsforscherin, Nephrologin und Hochschullehrerin.

## Werdegang
Güler studierte an der Freien Universität Berlin Medizin und verbrachte die erste Postdoc-Phase als Fellow am Max-Delbrück-Centrum für Molekulare Medizin in Berlin-Buch. 1995 promovierte sie. Ab 1999 arbeitete sie an der Medizinischen Hochschule Hannover (MHH) in der Klinik für Nieren- und Hochdruckerkrankungen. 2003 nahm sie dort einen Ruf auf die Juniorprofessur für Experimentelle Transplantation an. 2010 folgte am selben Ort ein Ruf auf eine W2-Professur für Ischämie Reperfusion und Transplantation. Güler erhielt damit eine der drei ersten Professuren, die an der Medizinischen Hochschule Hannover im Rahmen des Professorinnenprogramms des Bundes und der Länder besetzt wurden.
Gülers Forschungsinteresse galt den Mechanismen des akuten Nierenversagens und geeigneten Therapieoptionen, der akuten und chronischen Transplantatabstoßung sowie den ischämieinduzierten Organschäden. Für diese Forschung etablierte sie verschiedene Transplantationsmodelle in Mäusen und Ratten. Gemeinsam mit Industriepartnern und zwei niederländischen Hochschulen entwickelte Güler mit ihrem Hannoveraner Team einen Bluttest für Nierenversagen, der schneller zu einem Ergebnis führt als die zuvor bekannten Tests und der es erlaubt, die Therapie individuell zuzuschneiden, so dass Schmerzmittel, Antibiotika und Immunsuppressiva patientenspezifisch und damit individuell weniger belastend eingesetzt werden können. Über 170 Publikationen belegen Gülers wissenschaftliche Aktivitäten.
Güler engagierte sich außerdem in der Nachwuchsförderung. Sie war Betreuerin im KlinStrucMed, dem Strukturierten Doktorand_innenprogramm der MHH, und übernahm – nachdem sie selbst 2004 als Mentee am Pilotprojekt des Wissenschaftlerinnenmentorings der MHH teilgenommen hatte – später im Durchgang 2016/2017 des Ina-Pichlmayr-Mentorings die Rolle der Mentorin. Faikah Güler war mitverantwortlich für das 2016 gegründete Netzwerk für Flüchtlinge der Medizinischen Hochschule Hannover, dem zeitweilig bis zu 120 Mitarbeiter, Studierende und Freunde der MHH angehörten.

## Ehrung
2018 wurde Güler für ihre Arbeiten mit der funktionellen Magnetresonanztomographie zur nicht invasiven Diagnostik von pathophysiologischen Veränderungen der Niere in experimentellen Kleintiermodellen für das akute und chronische Nierenversagen mit dem Dr. Werner-Jackstädt-Forschungspreis ausgezeichnet.